# Malá Chuchle
Malá Chuchle (en allemand : Kuchelbad) est un quartier pragois situé dans le sud-ouest de la capitale tchèque, appartenant à l'arrondissement de Prague 5, d'une superficie de 142,3 hectares est un quartier de Prague. En 2018, la population était de 169 habitants.
La ville est devenue une partie de Prague en 1922. Elle avait alors 1806 habitants et 126 maisons. Auparavant, Malá Chuchle faisait partie de la commune Velká Chuchle. Cependant Velká Chuchle fut rattaché à Prague en 1968.
En 1900, Malá Chuchle avec ses 556 habitants appartenait à Zbraslav. C'était un lieu de repos et une ville d'eaux pour les Praguois. Ensuite, elle appartient à Nusle, qui est de l'autre côté de la Vltava.